# Кедровый (городской округ, Томская область)

Городской округ города Кедрового на карте Парабельского района Томской области

Го́род Кедро́вый — муниципальное образование со статусом муниципального округа в Томской области России, город областного подчинения как административно-территориальная единица области.
Административный центр — город Кедровый.

## История
Статус и границы городского округа установлены Законом Томской области от 14 октября 2004 года № 219-ОЗ «О наделении статусом городского округа и установлении границ муниципального образования «Город Кедровый»».

## Население
| 2007  | 2008  | 2009  | 2010  | 2011  | 2012  | 2013  |
| ----- | ----- | ----- | ----- | ----- | ----- | ----- |
| 4800  | →4800 | ↘4737 | ↘3948 | ↘3933 | ↘3759 | ↘3639 |
| 2014  | 2015  | 2016  | 2017  | 2018  | 2019  | 2020  |
| ↘3533 | ↘3411 | ↘3301 | ↘3250 | ↘3199 | ↘3079 | ↘2995 |
| 2021  |       |       |       |       |       |       |
| ↘2664 |       |       |       |       |       |       |

## Состав
| № | Населённый пункт | Тип населённого пункта        | Население |
| - | ---------------- | ----------------------------- | --------- |
| 1 | Калининск        | посёлок                       | ↘40       |
| 2 | Кедровый         | город, административный центр | ↘1818     |
| 3 | Лушниково        | посёлок                       | ↘121      |
| 4 | Останино         | посёлок                       | ↘152      |
| 5 | Пудино           | село                          | ↘480      |
| 6 | Рогалево         | посёлок                       | ↘42       |
| 7 | Таванга          | посёлок                       | ↘11       |

## Местное самоуправление
Структуру органов местного самоуправления городского округа составляют:
- Дума городского округа «Город Кедровый», официальное наименование — Дума муниципального образования «Город Кедровый» (сокращённое наименование — Дума города Кедрового) — представительный орган муниципального образования.
- Мэр городского округа «Город Кедровый» (сокращённое наименование должности — Мэр города Кедрового) — Глава муниципального образования, Глава городского округа, Глава администрации городского округа, Глава местной администрации.
- Администрация городского округа «Город Кедровый», официальное наименование — Администрация муниципального образования «Город Кедровый» (сокращённое наименование — Администрация города Кедрового) — местная администрация (исполнительно-распорядительный орган муниципального образования), как юридическое лицо действует на основании общих для организаций данного вида положений Федерального закона от 06.10.2003 № 131-ФЗ «Об общих принципах организаций местного самоуправления в Российской Федерации» (далее — Федеральный закон № 131-ФЗ), в соответствии с Гражданским кодексом Российской Федерации применительно к казенным учреждениям.
- Контрольно-счетный орган — Ревизионная комиссия муниципального образования «Город Кедровый» (сокращённое наименование — Ревизионная комиссия города Кедрового).

Мэры города (городского округа «Город Кедровый»)
- с 1 марта 2015 года — Соловьёва Нелли Александровна[24][3]